# Graham Cantwell
Graham Cantwell (ur. 25 marca 1974 r. w Dublinie) – irlandzki reżyser filmowy i telewizyjny. Znany głównie z filmu Anton, za który w 2009 roku otrzymał trzy nominacje do Irlandzkich Nagród Filmowych i Telewizyjnych. Z kolei jego krótkometrażowy obraz A Dublin Story znalazł się w 2004 r. na tzw. skróconej liście nominowanych do Oscara oraz otrzymał kilka innych nagród na festiwalach filmowych.
Cantwell jest także współzałożycielem Film Venture London i The Attic Studio w Dublinie.
W kwietniu 2011 roku ogłoszono, że zajmie się reżyserią komedii romantycznej The Callback Queen, której akcja rozgrywa się w Londynie.

## Filmografia
- 2003: A Dublin Story
- 2008: Anton
- 2009: The Letter
- 2010: The Guards
- 2010: Pants
- 2010: Hear Me Now
- 2012: The Callback Queen